# Berlocche. Ein Märchenroman
Berlocche. Ein Märchenroman (Originaltitel: Верлиока) ist eine Erzählung von Weniamin Kawerin. Sie erschien erstmals 1981. 

## Inhalt
Der Roman beginnt mit einem philosophischen Gespräch des Katers Philja und der schottischen Rose, die sich beide in der Wohnung des pensionierten Astronomen Platon Platonowitsch in Moskau befinden. Philja bezeichnet sich als Nachfahre des Katers Murr aus der gleichnamigen Erzählung von E.T.A. Hoffmann und als Materialist, während die schottische Rose zugibt, an das Schicksal zu glauben. Beide haben Angst davor, von Platonowitsch vernachlässigt zu werden, wenn dessen 15-jähriger Sohn Wasja bei ihm einziehen wird. Wasja zieht zu Weihnachten bei seinem Vater ein und lernt bei einem Skiausflug Linda kennen, die eine Begabung im Gedichteschreiben besitzt. Eines Tages lernt Linda aber Leon Spartakowitsch kennen, der ihr einen Heiratsantrag macht und sagt, dass er in Schabarscha wohnt.
In einem vollbepackten Moskwitsch mit Hochzeitsverziehrungen machen sich Linda, Wasja und Philja nun auf den Weg nach Schabarscha. Ihre erste Zwischenstation ist allerdings Kotoma-Djadjka. Die drei erleben dort, wie ein Basketballspieler in eine Statue aus rosa Tuffstein verwandelt wird und diese von Touristen fälschlicherweise als Kunstwerk betrachtet wird. Es gelingt Philja, den Zauber rückgängig zu machen und den Basketballspieler wieder zum Leben zu erwecken. In Kotoma-Djadjka kauft sich Philja auch eine Jockey-Mütze. Als sie die Stadt in Richtung Schabarscha verlassen wollen, merken sie, dass es für die Bewohner von Kotoma-Djadjka ein Tabu ist, diesen Namen zu erwähnen. In Schabarscha, das sich als eine Planstadt herausstellt, deren Bewohner sich in Papier verwandeln, beziehen die drei Unterkunft im Hotel Seelenruhe. Linda trifft Spartakowitsch wieder, der allerdings um 1000 Jahre gealtert ist. Er verwandelt sich in den Vogel Berlocche und fliegt davon. Die drei folgen Berlocche in ihrem Moskwitsch und merken, dass sich die Stadt in Luft auflöst, als sie sie verlassen haben. Sie durchqueren nun eine Wüste. Als der Name Berlocche ausgesprochen wird, löst sich der Zauber auf und sie kommen wieder in Moskau bei Platonowitsch an.
Im letzten Kapitel wendet sich der Erzähler an den Leser und gesteht ihm, dass die Geschichte zunächst unglaubwürdig erscheint. Außerdem möchte er das Ende offen lassen, aber es gäbe sicher die Möglichkeit, dass Linda und Wasja in zehn Jahren heiraten würden. Die Geschichte wird schließlich mit einem philosophischen Gespräch zwischen Philja und der schottischen Rose über Phantasie und Schicksal beendet.

## Kritik
„Die Tendenz zum Märchenhaften, die sich vor allem in den kleineren Prosawerken der zwanziger Jahre und seit den siebziger Jahren zeigt, erscheint auf den ersten Blick als Ausrichtung auf einen jüngeren Leser. Gleichzeitig aber kann der Erwachsene durch die Entschlüsselung der zahlreichen offenen und verdeckten literarischen Bezüge tiefere Bedeutungsschichten erschließen, die dem Jugendlichen noch verborgen bleiben.“

## Ausgaben
- Kawerin, Weniamin: Berlocche. Aus dem Russischen übertragen von Christel Růžička. Mit einem Nachwort von Birgit Mai und Illustrationen von G. Ruth Mossner. Gustav Kiepenheuer Verlag, Leipzig und Weimar, 1990, ISBN 3-378-00359-6